# Ушаков, Илья Леонидович
Илья Леонидович Ушаков (бел. Ілья Леанідавіч Ушакоў; род. 10 мая 1991, Минск) — белорусский футболист, полузащитник.

## Карьера

### «Минск»
Воспитанник футбольного клуба «Минск». В 2011 году отправился в аренду в «Коммунальник» во Вторую Лигу. В 2012 году стал выступать за вторую команду горожан всё в той же Вторая Лиге. В 2013 году в начале сезона стал привлекаться к играм с основной командой. Дебютировал за клуб 7 апреля 2013 года в матче против минского «Динамо». Однако затем сразу же отправился выступать во вторую команду, которая представляла клуб уже в Первой Лиге. Первый матч сыграл 20 апреля 2013 года против клуба «Берёза-2010». Затем всю свою карьеру за минский клуб провёл во второй команде. Сыграл за клуб 41 матч, в которых отличился 8 голами, в то время как за основную команду сыграл лишь 1 матч в Высшей Лиге.

### «Слоним»
В августе 2014 года на правах свободного агента перешёл в «Слоним». Дебютировал за клуб 9 августа 2014 года в матче против «Берёзы». Сразу же стал основным игроком клуба. Дебютный гол за клуб забил 18 октября 2014 года в матче против «Лиды». Занял с клубом предпоследнее место в турнирной таблице и вылетел во Вторую Лигу. Затем вскоре покинул клуб.

### «Сморгонь»
В апреле 2015 года стал игроком «Сморгони». Дебютировал за клуб 19 апреля 2015 года в матче против «Кобрина». Сыграл за клуб всего 2 матча и в июле 2015 года покинул клуб, расторгнув контракт по соглашению сторон. После закончил карьеру футболиста.